# Friends of the Earth International

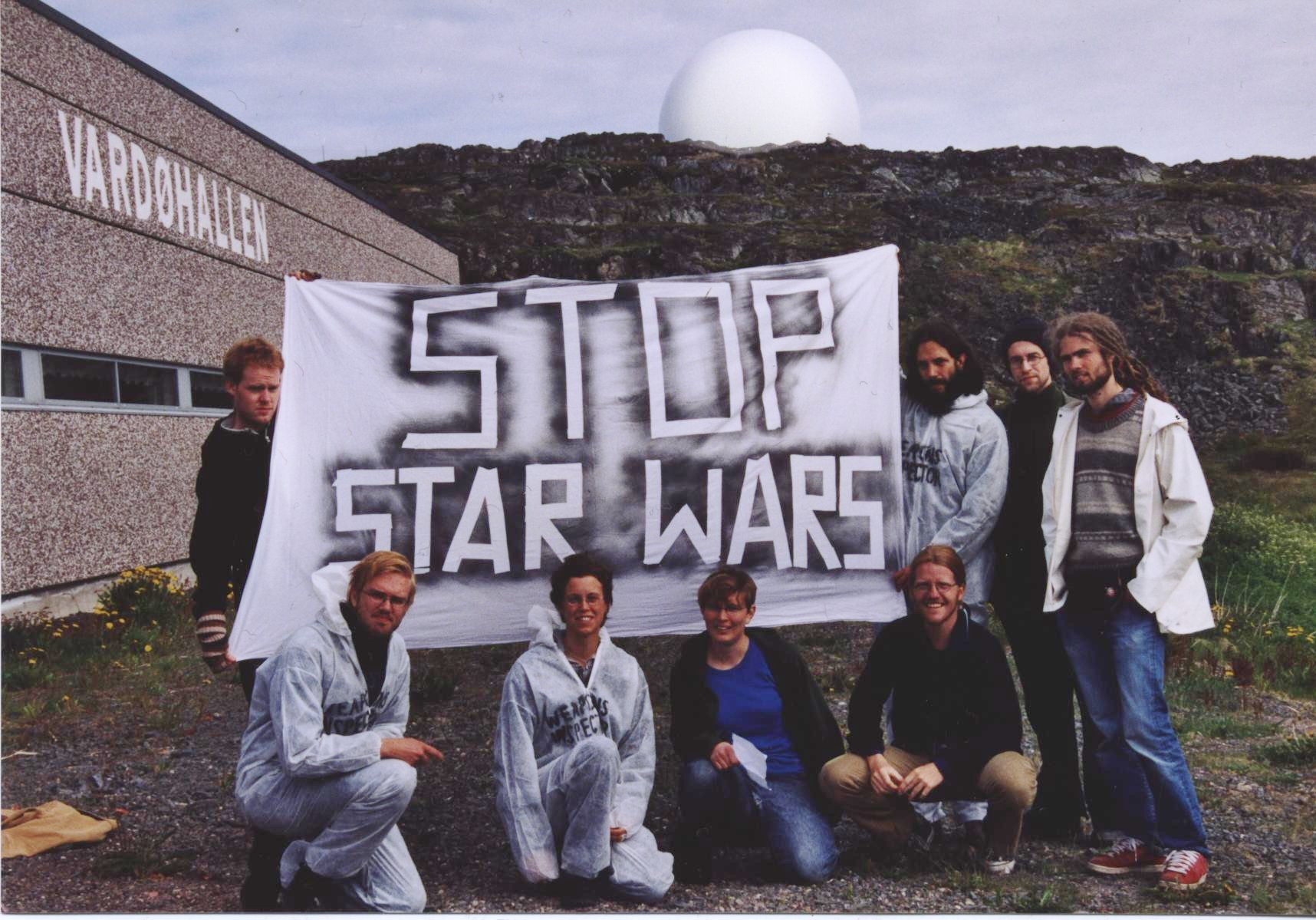
Ofog − Direkt aktion för fred en Friends of the Earth International tijdens een demonstratie in Vardø (2004)

Friends of the Earth International ("Vrienden van de Aarde") is een internationaal netwerk van milieubewegingen verspreid over 70 landen. Het is opgezet volgens de structuur van een confederatie, waarbij elke ledenorganisatie autonoom is. Per land kan een deelnemende organisatie meerdere lokale actiegroepen met elk hun eigen politieke agenda vertegenwoordigen. Deelnemende organisaties voeren een eigen beleid, maar coördineren hun activiteiten wel via het overkoepelende Friends of the Earth International (FOEI). Afgevaardigden komen eens per twee jaar bijeen om het beleid te bespreken tijdens de 'Biannual General Meeting' (BGM).
Het netwerk wordt ondersteund door een (internationaal) secretariaat in Amsterdam en een uitvoerend comité (EXCom), dat wordt verkozen door de BGM.

## Geschiedenis
Friends of the Earth werd in 1969 door David Brower opgericht in de Verenigde Staten, nadat hij zich had afgesplitst van de Sierra Club, deels omdat hij het er niet mee eens was dat de Sierra Club geen principieel beleid wilde vormen tegen de bouw van kerncentrales. In 1970 volgde de eerste "Dag van de Aarde", wat het milieubewustzijn onder veel activisten vergrootte en wat zou zorgen voor een grote groei van de organisatie. Een jaar later zette Brower daarop in 1971 Friends of the Earth International op tijdens een bijeenkomst tussen afgevaardigden uit de VS, Zweden, het Verenigd Koninkrijk en Frankrijk. Deze organisatie die haar basis heeft in de westerse landen in Noord-Amerika en Europa, groeide vervolgens steeds verder uit. Momenteel bestaat het merendeel van de leden uit milieuorganisaties uit ontwikkelingslanden.
Aanvankelijk keerde het samenwerkingsverband zich tegen zaken als supersonisch transport (zoals de Concorde), de bouw van de Trans-Alaskapijpleiding, kernenergie en het gebruik van Agent Orange tijdens de Vietnamoorlog. Nadat het samenwerkingsverband een aantal jaren van financiële problemen had gekend en er ruzie ontstond over de positie van Brower, vertrok deze uiteindelijk in 1986.

## Thema's
De belangrijkste zaken die in recentere jaren de beleidsnota's van de Friends of the Earth hebben bepaald zijn klimaatverandering, vervuiling, genetisch gemodificeerd organismen, ontbossing, openbare financiën (gericht op het inperken van de macht van financiële instituten als het IMF, de Wereldbank en exportkredietagentschappen) en de handel en haar uitwerking op het milieu en de duurzaamheid ervan, alsook op consuminderen. Tot de achtergrondthema's behoort echter ook nog steeds de strijd tegen kernenergie.
Friends of the Earth heeft drie hoofdthema's; het beschermen van de rechten van mens en milieu; het beschermen van de "verdwijnende biodiversiteit" van de Aarde; het terugbetalen van de "ecologische schuld" door rijke landen aan landen die zij in het verleden hebben uitgebuit.

## Criteria voor lidmaatschap
Het netwerk stelt een aantal criteria aan deelnemende organisaties:
- onafhankelijkheid (van politieke partijen, economische belangen en aan de staat gelieerde, etnische of religieuze organisaties);
- activiteit zowel op nationaal als lokaal niveau (grassroots-groepen);
- bij het beleid brede thema's gebruiken die voor het land van belang zijn (geen single-issue groepen) en deelname aan internationale campagnes (wanneer van toepassing);
- geen seksisme en een open democratische structuur;
- zaken met betrekking tot het milieu bezien vanuit hun context op het sociale, politieke en mensenrechtenvlak;
- wanneer ze werken als belangengroep (voor zover mogelijk binnen de nationale context): de eis om campagne te voeren, informatie te verstrekken en onderzoek te doen;
- samenwerking zoeken met andere organisaties die cruciaal worden geacht voor het mobiliseren van zo veel mogelijk hulpbronnen en inzichten om te focussen op dezelfde doelen.

## Leden
- Bund für Umwelt und Naturschutz Deutschland (Duitsland)
- Milieudefensie (Nederland)
- Friends of the Earth Vlaanderen en Brussel (Vlaanderen & Brussel)